# Costabissara
Costabissara is een gemeente in de Italiaanse provincie Vicenza (regio Veneto) en telt 6039 inwoners (31-12-2004). De oppervlakte bedraagt 13,2 km², de bevolkingsdichtheid is 458 inwoners per km².
De volgende frazioni maken deel uit van de gemeente: Motta.

## Demografie
Costabissara telt ongeveer 2267 huishoudens. Het aantal inwoners steeg in de periode 1991-2001 met 14,8% volgens cijfers uit de tienjaarlijkse volkstellingen van ISTAT.
| Jaar | Inwoneraantal |
| ---- | ------------- |
| 1991 | 4957          |
| 2001 | 5692          |

## Geografie
De gemeente ligt op ongeveer 51 m boven zeeniveau.
Costabissara grenst aan de volgende gemeenten: Caldogno, Gambugliano, Isola Vicentina, Monteviale, Vicenza.